# جيم ويلسون (سياسي)
جيم ويلسون (بالإنجليزية: Jim Wilson)‏ هو سياسي أمريكي، ولد في 21 أكتوبر 1872 بباتلر في الولايات المتحدة، وتوفي في 8 فبراير 1956 بلوس أنجلوس في الولايات المتحدة. حزبياً، نشط في الحزب الجمهوري.